# Ю Ес Ей Нетуърк
„Ю Ес Ей Нетуърк“ (на английски: USA Network) е американски кабелен телевизионен канал, собственост на NBCUniversal. Каналът стартира на 22 септември 1977 г. Към септември 2018 г. каналът е наличен в 90,4 милиона домакинства в САЩ, или 98% от домакинствата с платена телевизия.